# Rosie Frankowski
Rosie Frankowski (* 30. Juli 1991) ist eine ehemalige US-amerikanische Skilangläuferin.

## Werdegang
Frankowski startete im Januar 2010 in Minneapolis erstmals bei der US Super Tour und belegte dabei den 36. Platz über 5 km Freistil. Bei den U23-Weltmeisterschaften 2014 im Fleimstal errang sie den 38. Platz über 10 km klassisch und den 26. Platz im Skiathlon. Nach Platz zwei über 10 km Freistil zu Beginn der Saison 2017/18 beim Nor Am Cup und US Super Tour in Vernon, holte sie fünf Podestplatzierungen und erreichte damit den achten Gesamtrang im Nor Am Cup und den dritten Gesamtrang bei der US Super Tour. Zudem siegte sie beim Alpencup in Cogne über 10 km klassisch und beim folgenden Verfolgungsrennen. Beim Saisonhöhepunkt, den Olympischen Winterspielen 2018 in Pyeongchang lief sie auf den 21. Platz im 30-km-Massenstartrennen. Im März 2018 absolvierte sie in Oslo ihr erstes Weltcuprennen und errang dabei den 31. Platz im 30-km-Massenstartrennen. Beim Weltcupfinale in Falun kam sie auf den 46. Platz. In der Saison 2018/19 siegte sie in West Yellowstone über 10 km Freistil und errang dort zudem den zweiten Platz im Sprint. Im Januar 2019 wurde sie bei den US-amerikanischen Meisterschaften in Craftsbury Zweite im 20-km-Massenstartrennen. Bei den Nordischen Skiweltmeisterschaften 2019 in Seefeld in Tirol lief sie auf den 24. Platz im Skiathlon. Zum Saisonende kam sie beim Weltcupfinale in Québec auf den 56. Platz und erreichte abschließend den sechsten Platz in der Gesamtwertung der US Super Tour. In der Saison 2019/20 belegte sie den 11. Platz in der Gesamtwertung der US Super Tour und holte in Davos mit dem 23. Platz über 10 km Freistil und bei der Skitour, die sie auf dem 43. Platz beendete, mit dem 29. Platz im 34-km-Massenstartrennen in Meråker ihre ersten und einzigen Weltcuppunkte. In ihrer letzten Saison als aktive Sportlerin 2021/22 gewann sie mit zehn Podestplatzierungen, darunter zwei ersten Plätze die Gesamtwertung der US Super Tour.

## Siege bei Continental-Cup-Rennen
| Nr. | Datum             | Ort              | Disziplin                  | Serie                        |
| --- | ----------------- | ---------------- | -------------------------- | ---------------------------- |
| 1.  | 3. Februar 2018   | Gatineau         | 10 km Freistil             | Nor Am Cup und US Super Tour |
| 2.  | 4. Februar 2018   | Gatineau         | 10 km klassisch Verfolgung | US Super Tour                |
| 3.  | 3. März 2018      | Cogne            | 10 km klassisch            | Alpencup                     |
| 4.  | 4. März 2018      | Cogne            | 15 km Freistil Verfolgung  | Alpencup                     |
| 5.  | 2. Dezember 2018  | West Yellowstone | 10 km Freistil             | US Super Tour                |
| 6.  | 5. Dezember 2021  | Duluth           | 5 km Freistil              | US Super Tour                |
| 7.  | 10. Dezember 2021 | Hayward          | 15 km Freistil Massenstart | US Super Tour                |